# Cavalleria romana

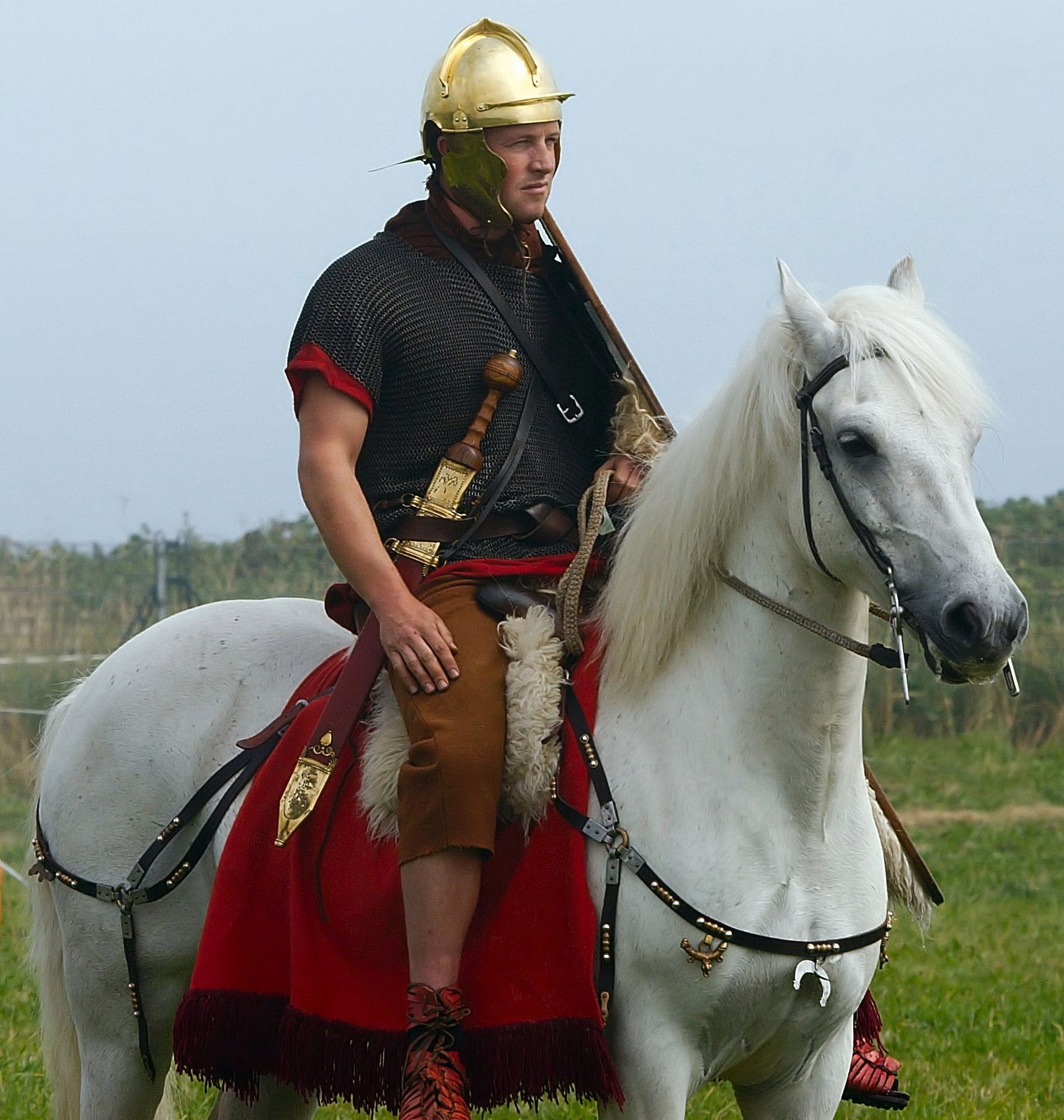
Cavaller romà en una reconstrucció històrica

La cavalleria romana (en llatí equites) era la força de cavalleria de l'exèrcit romà durant el Regne de Roma, la República Romana i l'Imperi Romà.
Segons la tradició que recull Titus Livi,la seva història s'hauria iniciat durant el regnat de Ròmul (segle viii aC), que hauria creat un regiment de cavalleria de 300 homes, els Celeres, com a escorta personal, amb cadascuna de les tres «tribus» romanes: Ramnes, Títies i Luceres, i cada una subministrava 100 cavalls. Aquest regiment de cavalleria suposadament va ser augmentat fins a 600 homes pel rei Luci Tarquini Prisc (dates tradicionals 616 aC – 578 aC), Probablement no eren tant una guàrdia com un grup social origen dels equites, encara que en aquell moment tots els cavallers eren patricis. Dionís d'Halicarnàs diu que les tres centúries es van dividir, per necessitats militars, en 10 turmes, cadascuna formada per 30 homes (10 Ramnes, 10 Títies i 10 Luceres), i cada grup de 10 comandat pel seu propi decurió. Titus Livi i Ciceró diuen que cadascun dels equites rebia un cavall de l'estat (equus publicus), o diners per comprar-ne un, o potser dos, ja que tots portaven un assistent. Titus Livi afegeix que hi havia una classe d'equites diferent que va sorgir quan es va fer la guerra a Veïs l'any 403 aC, en un moment en què els romans havien patit greus derrotes. Es van oferir voluntaris per lluitar diversos prohoms que tenien fortuna pròpia i no se'ls havia assignat cap cavall, i van decidir de lluitar amb les seves pròpies cavalleries. L'estat els pagava un tant per aquest servei. Els censors revisaven cada any si els cavalls estaven en bona forma.
Al llarg dels segles següents, l'expansió territorial de Roma es va acompanyar de canvis en la seva cavalleria per influència dels diferents pobles amb els quals entrava en contacte. Van aprendre de la cavalleria númida d'Hanníbal i dels arquers a cavall de l'Imperi Part. Durant la República Romana, la majoria de cavallers de l'exèrcit eren federats, que sovint lluitaven amb el seu propi material i sota els seus propis comandants.
El primer emperador, August, va reformar la cavalleria. Durant el Principat, hi havia les alae, regiments d'elit format exclusivament per la cavalleria, de 512 o 768 homes cadascun, així com les cohortes equitatae, que eren forces auxiliars de menor qualitat i tenien una composició mixta de 608 o 1056 cavallers i soldats de peu.
Després de la caiguda de l'Imperi Romà d'Occident, la cavalleria va assumir un paper més preponderant en l'exèrcit romà d'Orient. En destaquen els catafractes, cavalleria pesant de moviments lents però devastadors com a força de xoc. Els conflictes amb els musulmans van fer que a partir del segle vii la cavalleria romana d'Orient s'especialitzés en el combat a les planes que caracteritzen Anatòlia i el nord de Síria. A partir del segle xi, els cavallers llatins es van convertir en una peça clau de l'exèrcit romà d'Orient sota la dinastia Comnè, sia com a mercenaris o com a part de l'exèrcit regular.